# Блоссом Рок
Блоссом Рок (англ. Blossom Rock, известная также как Мэри Блейк и Блоссом Макдональд, 21 августа 1895, Филадельфия — 14 января 1978, Лос-Анджелес) — американская актриса, старшая сестра актрисы Джанет Макдональд.

## Биография
Эдит Макдональд родилась в Филадельфии, Пенсильвания, и была второй дочерью Дэниэла и Энн Макдональд. Её отец был контрагентом и политиком. Ещё в молодости она со старшей сестрой Элзи и младшей Джанет Макдональд стала заниматься театральной подготовкой. Позже Эдит и Джанетт выступали также в водевилях в Филадельфии.
После переезда в Нью-Йорк Эдит в 1926 году вышла там замуж за Кларенса Рока, с которым в последующие три года гастролировала с водевилями. После окончания гастролей она некоторое время играла в театрах, прежде чем подписала контракт с «MGM», взяла псевдоним Мэри Блейк и в 1937 году дебютировала в фильме «Манекен». С 1938 по 1942 год она исполняла роль телефонистки Салли в девяти фильмах про доктора Килдара. В последующие годы она продолжала сниматься в небольших эпизодических ролях. Наиболее примечательной стала её роль бабушки в телесериале «Семейка Аддамс», в котором она снималась с 1964 по 1966 год.
В 1966 году Мэри прекратила сниматься и поселилась в Кинематографическом доме для пожилых актёров в Калифорнии. Она умерла 14 января 1978 года от инфаркта в Лос-Анджелесе в возрасте 82 лет. Она похоронена на кладбище Форест-Лаун в Глендейле.

## Избранная фильмография
| Год       |   | Русское название              | Оригинальное название            | Роль                    |
| --------- | - | ----------------------------- | -------------------------------- | ----------------------- |
| 1937      | ф | Чистокровки не плачут         | Thoroughbreds Don’t Cry          | телефонистка в больнице |
| 1939      | ф | Тупик                         | Blind Alley                      | Харриет                 |
| 1939      | ф | Женщины                       | The Women                        | девушка на складе       |
| 1940      | ф | Они ехали ночью               | They Drive by Night              | официантка              |
| 1942      | ф | Синий, белый и идеальный      | Blue, White and Perfect          | Этель                   |
| 1942      | ф | Майор и малютка               | The Major and the Minor          | Берта                   |
| 1942      | ф | Я женился на ведьме           | I Married a Witch                | пуританка Сайкс         |
| 1945      | ф | Рождество в Коннектикуте      | Christmas in Connecticut         | миссис Райт             |
| 1945      | ф | Эбботт и Костелло в Голливуде | Abbott and Costello in Hollywood | секретарь Ройса         |
| 1947      | ф | Гангстер                      | The Gangster                     | домохозяйка             |
| 1948      | ф | Змеиная яма                   | The Snake Pit                    | пациентка               |
| 1949      | ф | Чикагский предел              | Chicago Deadline                 | телефонистка            |
| 1952      | ф | Звезда                        | The Star                         | Энни                    |
| 1964      | ф | Самый достойный               | The Best Man                     | уборщица                |
| 1964—1966 | с | Семейка Аддамс                | The Addams Family                | Бабушка                 |